# معركة ذات السلاسل

حركة الجيش الإسلامي (بالأحمر) والجيش الساساني (بالأزرق) قبل المعركة. كانت استراتيجية خالد لخدع الجيش الساساني.

مَعْرَكَةُ ذَاتِ ٱلسَّلَاسِل أو مَعْرَكَةُ كَاظِمَة هي معركة وقعت في سنة 12 هـ بين جيش المسلمين بقيادة عمرو بن العاص وجيش الفرس بقيادة هرمز والتي وقعت في أرض كاظمة (شمال الكويت حالياً)، وانتهت بانتصار المسلمين.

## أسباب المعركة
بعد انتهاء حروب الردة في البحرين، أغار المثنى بن حارثة الشيباني برجال من قومه على أطراف العراق، فبلغ ذلك أبا بكر فسأل عنه، فأثنى عليه قيس بن عاصم التميمي. ثم قدم المثنى بنفسه إلى المدينة يطلب من أبي بكر، أن يستعمله على من أسلم من قومه ليقاتل بهم الفرس، فكتب له أبو بكر في ذلك عهدًا. ثم رأى أبو بكر أن يمُدّ المثنى ليتابع غزواته، لذا أمر خالد بأن يجمع جنده في اليمامة، وألا يستكره أحدًا منهم، ويتوجه إلى العراق، وكتب إلى المثنى يأمره بطاعة خالد. سار خالد إلى العراق في المحرم من سنة 12 هـ. بعشرة آلاف مقاتل، وانضم إليهم ثمانية آلاف كانوا مع المثنى.

## المعركة
روى الخطيب البغدادي عن خزيم بن أوس قال "ثم سار خالد إلى مسيلمة فسرنا معه فلمّا فرغنا من مسيلمة أقبلنا ناحية البصرة، فليقنا هرمز بكاظمة في جمع هو أعظم من جمعنا"،
أرسل خالد بن الوليد وهو في طريقه إلى العراق إلى هرمز حاكم العراق يُخيّره بين الإسلام أو الجزية أو القتال، فآثر هرمز القتال، وأرسل إلى كسرى يطلب المدد، فأمدّه كسرى بإمدادات كبيرة تحرك بها هرمز إلى كاظمة حيث يعسكر جيش المسلمين. ناور خالد بجيشه فتحرك إلى الحفير، ليجد هرمز كاظمة خاوية. ثم لاحق هرمز إلى الحفير، وسبقهم إليها، ليعود خالد مجددًا إلى كاظمة. أراد خالد من ذلك استغلال نقطة ضعف الجيش الفارسي والتي هي ثقل تسليحه، مما يجعل أي تحرك للجيش مُجهد لأفراده. غضب هرمز لذلك، وتحرك بجيشه نحو كاظمة، وعسكر بالقرب من موارد الماء ليمنع الماء عن المسلمين. فأثار ذلك حماسة المسلمين، وخطب فيهم خالد قائلاً: «أَلا انْزِلُوا وَحُطُّوا أَثْقَالَكُمْ، ثُمَّ جَالَدُوهُمْ عَلَى الْمَاءِ، فَلَعَمْرِي لَيَصِيرَنَّ الْمَاءُ لأَصْبَرِ الْفَرِيقَيْنِ، وَأَكْرَمِ الْجُنْدَيْنِ».
أمر هرمز رجاله بربط أنفسهم بالسلاسل، حتى لا يفروا من أرض المعركة وليستميتوا في القتال. بدأت المعركة بالمبارزة حين طلب هرمز مبارزة خالد، واتفق هرمز مع بعض فرسانه أن يفتكوا بخالد إن خرج للمبارزة. وعند تنفيذ خطتهم، فطن القعقاع بن عمرو التميمي للأمر، وأدرك خالد، وقتل خالد والقعقاع هرمز وفرسانه. بمقتل هرمز، اضطربت صفوف الفرس، فاستغل المسلمون الفرصة، وأوقعوا بالفرس هزيمة كبيرة. استطاع قباذ وأنوشجان قائدي جناحي الجيش الفارسي الفرار.

## طالع كذلك
- معركة الأنبار
- يوم ذي قار
- معركة القادسية
- ناحية ذات السلاسل